# 布伦丹·加拉德
布伦丹·加拉德（英語：Brendan Garard，1971年12月6日—），澳大利亚前男子曲棍球运动员。他曾代表澳大利亚国家队参加1996年夏季奥林匹克运动会曲棍球比赛，获得一枚铜牌。